# Tambana variegata
Tambana variegata är en fjärilsart som beskrevs av Moore 1882. Tambana variegata ingår i släktet Tambana och familjen Pantheidae. Inga underarter finns listade i Catalogue of Life.